# Elşəd Əhmədov
Elşəd Əhmədov (25 maggio 1970) è un ex calciatore azero, di ruolo difensore.

## Carriera

### Club
Dopo aver giocato nella terza serie del campionato sovietico, prende parte al campionato di massima serie azero con il Qarabağ.

### Nazionale
Ha giocato con la Nazionale azera dal 1992 al 1994.